# Bunny Lucas
Alfred Perry Lucas (bekannt als Bunny Lucas; * 20. Februar 1857 in London, Vereinigtes Königreich; † 12. Oktober 1923 in Great Waltham, Vereinigtes Königreich) war ein englischer Cricketspieler, der zwischen 1879 und 1884 für die englische Nationalmannschaft spielte.

## Kindheit und Ausbildung
Lucas besuchte die Uppingham School, wo er durch H. H. Stephenson trainiert wurde. Daraufhin ging er an die Cambridge University, wo er für vier Jahre zwischen 1875 und 1878 im Cricketteam war.

## Aktive Karriere
In 1874 gab er sein Debüt für Surrey. In der Saison 1878/79 reiste er unter Kapitän George Harris nach Australien. Dort gab er sein Test-Debüt. Als im Sommer 1880 die australische Mannschaft nach England kam, konnte er ein Fifty über 55 Runs im Test erzielen. Er spielte den Test als Australien für eine Tour nach England in der Saison 1882 kam und zwei weitere bei der Tour 1884. Zwischenzeitlich wechselte er nach Middlesex. Ab 1889 beendete er seine First-Class-Karriere in Essex. Sein letztes Spiel bestritt er in der Saison 1907, als er seine 33 Jahre dauernde First-Class-Karriere im Alter von 50 Jahren beendete.

## Technik
Lucas galt als guter Techniker der sich vor allem durch eine gute Defensive auszeichnete. Auch war er ein akzeptabler Round-arm Slow Bowler.